# Miles Jebb, 2. Baron Gladwyn
Miles Alvery Gladwyn Jebb, 2. Baron Gladwyn (* 3. März 1930; † 15. August 2017) war ein britischer Peer, Politiker und Autor.

## Leben und Karriere
Jebb wurde am 3. März 1930 als Sohn des Politikers und Diplomaten Gladwyn Jebb und Cynthia, Lady Gladwyn geboren. Er besuchte das Eton College und später das Magdalen College. Bei letzterem graduierte er 1953 mit einem Master of Arts.
Jebb diente bei den Welsh Guards als 2. Lieutenant. Bei der Royal Air Force Volunteer Reserve (RAFVR) war er Leutnant (Pilot Officer). Von 1961 bis 1983 war er im Management von British Airways tätig. Jebb war Autor mehrerer Bücher. Er schrieb über historische Themen. 2010 veröffentlichte er eine Biografie über den Dichter und Soldaten Patrick Shaw-Stewart. Jebb gehörte der Hereditary Peerage Association an.

## Mitgliedschaft im House of Lords
Nach dem Tod seines Vaters erbte er den Titel des Baron Gladwyn und den damals damit verbundenen Sitz im House of Lords. Dort saß er als Crossbencher. Seinen Sitz nahm er erstmals am 4. Dezember 1996 ein. Seine Antrittsrede hielt er am 19. März 1997.
Durch den House of Lords Act 1999 verlor er seinen Sitz. Für einen der verbleibenden Sitze trat er an, erlangte aber nur den 33. Platz der Crossbencher. Für sie wurden 28 Sitze vergeben.
Er war im  Register of Hereditary Peers verzeichnet.

## Familie
Jebb war unverheiratet und hatte keine Kinder, weshalb auch sein Adelstitel bei seinem Tod erlosch.

## Veröffentlichungen
- The Thames Valley Heritage Walk, Constable, 1980, ISBN 978-0-09-463420-6.
- A Guide to the South Downs Way, Constable, 1984, ISBN 978-0-09-464620-9.
- Walkers, Constable, 1986, ISBN 978-0-09-467430-1.
- A Guide to the Thames Path, Random House UK, 1988, ISBN 978-0-09-466950-5.
- East Anglia, an Anthology, Barrie & Jenkins, 1990, ISBN 978-0-7126-2029-1.
- The Colleges of Oxford, Constable, 1992, ISBN 978-0-09-469180-3.
- Suffolk, Random House UK, 1995, ISBN 978-0-7126-5363-3.
- The Diaries of Cynthia Gladwyn, Constable, 1995, ISBN 978-0-09-473130-1 (Herausgeber)
- The Lord Lieutenants and their Deputies, History Press Phillimore & Co, 2007, ISBN 978-1-86077-451-5.
- Patrick Shaw Stewart, Dovecote-Renaissance, 2010, ISBN 978-1-904349-77-8.